# Clavering Castle
Clavering Castle är ett slott i Storbritannien.   Det ligger i grevskapet Essex och riksdelen England, i den sydöstra delen av landet, 50 km norr om huvudstaden London. Clavering Castle ligger 95 meter över havet.
Terrängen runt Clavering Castle är platt, och sluttar österut. Runt Clavering Castle är det ganska tätbefolkat, med 111 invånare per kvadratkilometer. Närmaste större samhälle är Bishop's Stortford, 10,6 km söder om Clavering Castle. Trakten runt Clavering Castle består till största delen av jordbruksmark.